# Landkreis Rotenburg (Wümme)
Landkreis Rotenburg (Wümme) er en landlig Landkreis der ligger ved sydvestenden af Metropolregion Hamburg i den tyske delstat Niedersachsen. Den ligger mellem Hamburg og Bremen i centrum af Elbe-Weser-Dreiecks. Administraionsbyen (Kreisstadt) er Rotenburg (Wümme).

## Geografi
Floderne Oste og Wümme løber gennem landkreisen, og marskområderne på begge sider af Wümme kaldes Wümmeniederung.
Landkreis Rotenburg (Wümme) grænser (med uret fra nordvest) til Landkreisene Cuxhaven, Stade, Harburg, Heidekreis, Verden og Osterholz.

## Byer og kommuner
Landkreisen havde 163455  indbyggere pr.  2018-12-31

| Byer |
| --- |
| 1. Bremervörde, Stadt (18528) 2. Gnarrenburg (9204) 3. Rotenburg (Wümme), administrationsby (21798) 4. Scheeßel (13014) 5. Visselhövede, Stadt (9629) Samtgemeinden (* markerer administrationsby) - 1. Samtgemeinde Bothel (8203) 1. Bothel * (2380) 2. Brockel (1346) 3. Hemsbünde (1152) 4. Hemslingen (1442) 5. Kirchwalsede (1171) 6. Westerwalsede (712) - 2. Samtgemeinde Fintel (7497) 1. Fintel (2885) 2. Helvesiek (797) 3. Lauenbrück * (2328) 4. Stemmen (821) 5. Vahlde (666) - 3. Samtgemeinde Geestequelle (6366) 1. Alfstedt (866) 2. Basdahl (1379) 3. Ebersdorf (1068) 4. Hipstedt (1221) 5. Oerel * (1832) - 4. Samtgemeinde Selsingen (9589) 1. Anderlingen (859) 2. Deinstedt (672) 3. Farven (608) 4. Ostereistedt (929) 5. Rhade (1074) 6. Sandbostel (764) 7. Seedorf (1076) 8. Selsingen * (3607) - 5. Samtgemeinde Sittensen (11164) 1. Groß Meckelsen (511) 2. Hamersen (446) 3. Kalbe (582) 4. Klein Meckelsen (895) 5. Lengenbostel (452) 6. Sittensen * (5899) 7. Tiste (889) 8. Vierden (741) 9. Wohnste (749) - 6. Samtgemeinde Sottrum (14695) 1. Ahausen (1873) 2. Bötersen (1074) 3. Hassendorf (1148) 4. Hellwege (1086) 5. Horstedt (1310) 6. Reeßum (1734) 7. Sottrum * (6470) - 7. Samtgemeinde Tarmstedt (10786) 1. Breddorf (1011) 2. Bülstedt (737) 3. Hepstedt (1008) 4. Kirchtimke (964) 5. Tarmstedt * (3841) 6. Vorwerk (1037) 7. Westertimke (436) 8. Wilstedt (1752) - 8. Samtgemeinde Zeven (22982) 1. Elsdorf (2004) 2. Gyhum (2357) 3. Heeslingen (4812) 4. Zeven, by * (13809) |